# インドの国旗
インドの国旗（インドのこっき）は、サフラン・白・緑の横三色の中央に「アショーカ・チャクラ」（アショーカ王のチャクラ（輪）という意味）という法輪を配した旗。サフランはヒンドゥー教、緑はイスラム教、白は2宗教の和解とその他の宗教を表すとされていたが、近年では宗派を連想させることを避けるため、それぞれ勇気、豊穣、平和という意味が付与された。

## 歴史
イギリス支配下からの独立を目指したガンディーは、1921年にインド国民会議に対してスワラージ（民族自決・自治獲得）運動の象徴としての旗のデザインを提案した。最初の旗は白・緑・赤のストライプに、スワラージや英貨排斥・スワデーシー（国産品愛用）の中心であった「糸車運動」に使われた、大量生産方式によって綿織物をインドにダンピングしたイギリスの機械文明に対抗する、伝統的な糸車を配したものであった。1931年に国民会議は新たなスワラージ旗を策定した。それは現在のインド国旗と同じサフラン・白・緑のストライプに、青の糸車を配したものであった。
1947年8月にインドはインド連邦として独立することとなったが、制憲議会においてインド国旗の制定作業が行われた。ラージェーンドラ・プラサード、 アブル・カラーム・アーザード、チャクラバルティー・ラージャゴーパーラーチャーリー、ビームラーオ・アンベードカルらの国旗制定委員会は6月23日にスワラージ旗を元にした新国旗を策定したが、国旗のシンボルは特定の共同体や運動を代表するものであってはならないという判断により、糸車のかわりにダルマ（法）を意味するアショーカ・チャクラを配することとなった。ガンディーは糸車の排除に不服であったが、結局これを受け入れた。7月22日の制憲議会で満場一致で採用が可決された。

?イギリス領インドの商船旗
?イギリス領インドの海軍旗
?イギリス領インドの総督旗
インドの自治領昇格を目指した全インド自治同盟（英語版）の旗
1921年に策定された旗
1931年に策定された旗
1931年に策定された旗

## 色
| 色       | HTML    | CMYK         | 織物色               | パントーン |
| -------- | ------- | ------------ | -------------------- | ---------- |
| サフラン | #FFCC00 | 0-50-90-0    | サフラン             | 1495c      |
| 白       | #FFFFFF | 0-0-0-0      | クール・グレイ       | 1c         |
| 緑       | #339933 | 100-0-70-30  | インディア・グリーン | 362c       |
| 紺       | #000080 | 100-98-26-48 | ネイビー・ブルー     | 2755c      |

? 商船旗
?政府用海上旗
? 軍艦旗
?1950年から2001年までの軍艦旗
?2001年から2004年までの軍艦旗
空軍旗